# Mahzarin Banaji
Mahzarin Banaji   (Secunderabad, 1956) FBA (nascuda el 1956) és una psicòloga nord-americana a la Universitat Harvard, coneguda pel seu treball de divulgació del concepte de biaix implícit pel que fa a la raça, el gènere, l'orientació sexual i altres factors.

## Educació i carrera
Va néixer i va créixer a Secunderabad en una família Parsi, on va anar a l'escola secundària St. Ann. La seva llicenciatura és del Nizam College i el màster en psicologia de la Universitat Osmania a Hyderabad. El 1986, Banaji es va doctorar a la Ohio State University i va ser becari postdoctoral de NIH a la Universitat de Washington. Del 1986 al 2001 va ensenyar a la Universitat Yale, on va ser professora de psicologia Reuben Post Halleck. El 2001 es va traslladar a la Universitat Harvard com a professora d'ètica social Richard Clarke Cabot al departament de psicologia. També va ser la primera professora de Carol K. Pforzheimer a l'Institut d'Estudis Avançats de Radcliffe del 2002 al 2008. El 2005, Banaji va ser elegit membre de la Societat de Psicòlegs Experimentals. Va ser elegida becària de l'Acadèmia Americana d'Arts i Ciències el 2008. El 2009 va ser nomenada Herbert A. Simon Fellow de l'Acadèmia Americana de Ciències Polítiques i Socials. Va ser elegida becària corresponent de l'Acadèmia Britànica el 2015. El 2016, l'Associació per a la Ciència Psicològica va nomenar Banaji com un dels seus becaris William James, un premi atorgat a destacats col·laboradors de la psicologia científica. Va ser elegida membre de l'Acadèmia Nacional de Ciències el 2018.

## Afiliacions actuals

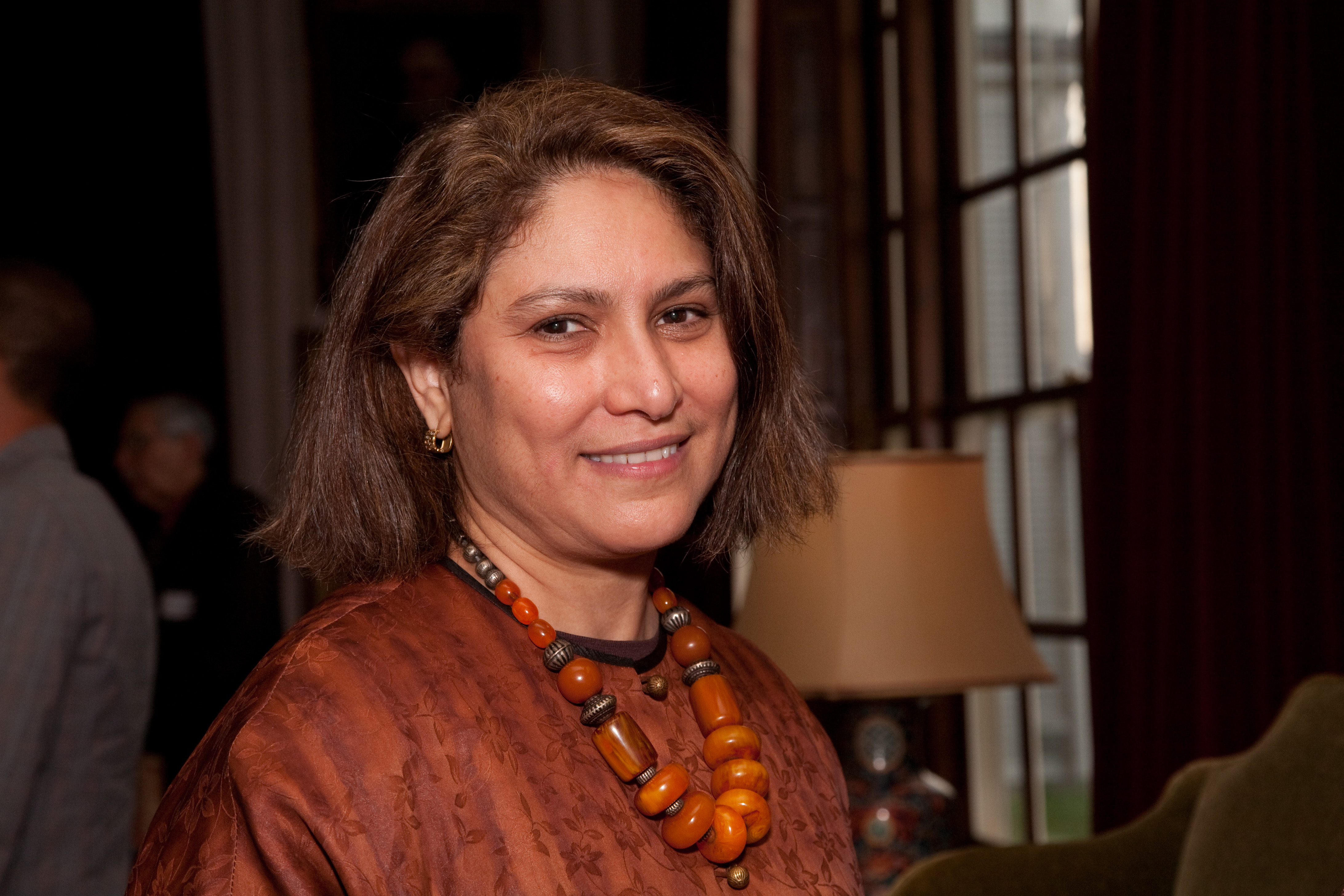
Mahzarin Banaji al Centre d'Ètica Edmond J. Safra el 2010

Banaji és membre de l'American Association for the Advancement of Science, de l'American Psychological Association (Divisions 1, 3, 8 i 9) i de l'Association for Psychological Science. Va ser secretària de l'APS, a la Junta d'Afers Científics de l'APA i al Comitè Executiu de la Societat de Psicologia Social Experimental. Banaji va ser president de l'Associació per a la Ciència Psicològica el 2010-2011.
Banaji ha estat editora associat de Psychological Review i del Journal of Experimental Social Psychology i coeditat Assajos en psicologia social per a Psychology Press. Forma part d'un consell assessor de l'Oxford University Press sobre cognició social i neurociències socials. Ha estat o membre del consell editorial de diverses revistes, entre elles Psychological Science, Psychological Review, Perspectives on Psychological Science, Behavioral and Brain Sciences, Social Cognition, Journal of Personality and Social Psychology i Social Cognitive and Affective Neuroscience. La seva investigació ha estat finançada per la National Science Foundation, els Instituts Nacionals de Salut i la Third Millennium Foundation, entre altres organitzacions.
Banaji va ser director d'estudis universitaris a Yale i ha estat tutor principal i president del departament de psicologia de Harvard.

## Distincions i guardons
Més recentment, va rebre el Golden Goose Award del Congrés dels Estats Units, va ser inclosa com a membre de l'Acadèmia Nacional de Ciències, va ser nomenada membre distingit de Psi Chi, una Societat d'Honor Internacional en Psicologia, i va rebre el premi a l'impacte científic de la Society of Experimental Social Psicologia, Distinguished Cognitive Scientist Award de la Universitat de Califòrnia, Distinguished Contribucions teòriques i empíriques a la investigació bàsica en psicologia, premi de l'American Psychological Association, el Premi Campbell al Distinguished Scholarly Achievement i l'excel·lència permanent en recerca en psicologia social de la Society of Personality i Psicologia social, Distinguished Alumnus Award, de la Ohio State University, Premi William James Fellow per una vida de contribucions intel·lectuals significatives a la ciència bàsica de la psicologia de l'Associació per a la ciència psicològica, Premi Kurt Lewin per contribucions destacades a la investigació psicològica i Soci Acció de la Society for the Psychological Study of Social Issues, i corresponent becari de l'Acadèmia Britànica per a les Humanitats i les Ciències Socials. Entre els seus altres guardons, ha rebut el premi Lex Hixon a l'excel·lència docent de Yale, el premi James McKeen Cattell Fund, el premi Morton Deutsch per a la justícia social i beques de la Fundació Guggenheim, la Fundació Rockefeller i el Radcliffe Institute for Advanced Study. El 1999, el seu treball amb R. Bhaskar va rebre el premi Gordon Allport per a les relacions entre grups. Les seves contribucions professionals han estat reconegudes per una citació presidencial de l'American Psychological Association el 2007, el premi Diener per contribucions destacades a la psicologia social el 2008, i el premi APA per a contribucions científiques distingides a la psicologia de l'American Psychological Association el 2017. També va rebre el títol de doctor honoris causa per la Universitat Carnegie Mellon el 2017. Banaji va ser premiat al costat d'Anthony Greenwald i Brian Nosek per l'American Association for the Advancement of Science amb un Golden Goose Award 2018 pel seu treball sobre biaix implícit. El 2020 va ser elegida membre de la Societat Filosòfica Americana.

## Recerca i teoria
Amb Anthony Greenwald i Brian Nosek, manté un lloc web educatiu, Project Implicit, dissenyat per crear consciència sobre el biaix inconscient.
Banaji estudia el pensament i el sentiment humans tal com es desenvolupa en contextos socials. El seu enfocament se centra principalment en sistemes mentals que operen de manera implícita o inconscient. En particular, li interessa la naturalesa inconscient de les avaluacions de si mateix i d'altres humans que reflecteixen sentiments i coneixements (sovint no desitjats) sobre la pertinença a un grup social (per exemple, edat, raça / ètnia, gènere, classe) que fonamenten la nostra identitat. distinció.
A partir d'aquest estudi d'actituds i creences d'adults i nens, pregunta sobre les conseqüències socials del pensament i el sentiment inconscients. El treball de Banaji es basa en mesures, com ara l'anàlisi estadística, amb les quals explora les implicacions del seu treball per a qüestions de responsabilitat individual i justícia social a les societats democràtiques.

## Principals publicacions
- American Psychologist. DOI: 10.1037/0003-066X.44.9.1185. Un article fonamental sobre dos mètodes principals d'investigació (experimental i ecològic) i qüestions associades a cadascun.
- American Psychologist. DOI: 10.1037/0003-066X.46.1.78.. Una resposta a alguns comentaris sobre el seu article i el seu intent d'aclarir alguns dels seus punts.
- Greenwald, AG i Banaji, MR (1995). Cognició social implícita: actituds, autoestima i estereotips. Revisió psicològica, 102, 4-27.
- Greenwald, AG, Banaji, MR, Rudman, L., Farnham, S., Nosek, BA i Mellott, D. (2002). Una teoria unificada d'actituds implícites, estereotips, autoestima i autoconcepte. Revisió psicològica, 109, 3-25.
- Green, AR, Carney, DR, Pallin, DJ, Ngo, LH, Raymond, KL, Iezzoni, L. i Banaji, MR (2007). Biaix implícit entre els metges i la seva predicció de decisions de trombòlisi per a pacients en blanc i negre. Revista de Medicina Interna General, 22, 1231–1238.
- Greenwald, AG i Banaji, MR (2013). Blindspot: biaixos ocults de bona gent. Delacorte Press,ISBN 978-0553804645